# Ђаки (Савона)
Ђаки је насеље у Италији у округу Савона, региону Лигурија.
Према процени из 2011. у насељу је живело 23 становника. Насеље се налази на надморској висини од 416 м.